# 若水ヤエ子
若水 ヤエ子（わかみず やえこ、本名：鏑木 八枝子、1927年10月8日 - 1973年5月28日）は、日本の女優、コメディアン。東北弁（いわゆるズーズー弁）訛りを売り物にした女性コメディアンの第一人者である。「おヤエ」の愛称で知られ、天性とも言える抜群の歌唱力と演劇センスから「女エノケン」の異名も持っていた。

## 来歴・人物

### 国民的喜劇女優誕生
千葉県船橋市で生まれる。父親は国鉄の職員（両国駅の助役）であり、厳格な性格だった。そのため、若水は大変堅い家庭で育ったと言う。
1943年（昭和18年）、船橋市にある船橋高等女学校に入学するも、当時新劇や新派の大スターだった女優の水谷八重子に憧れて演劇への道を志すため、進学を希望していた両親の反対を押し切って中退した。時代劇スターを目指すために「女剣劇」で名を馳せた酒井栄子一座や筑波澄子一座に入団して剣劇を学ぶも、戦時中の言論統制で思うような演劇活動が出来ず、終戦となった1945年（昭和20年）にはGHQによって「剣劇は軍国主義の象徴」として活動を禁止されてしまう。大半の剣劇スターが剣劇を捨てて現代劇の役者に転身した事や剣劇の劇場が次々と閉鎖されてストリップ劇場になってしまった事に若水は絶望し、剣劇に見切りをつけて一座を退団した。
その後1946年（昭和21年）、ムーランルージュ新宿座の門を叩き、歌手として入団して芸能界入りした。入団後しばらくは本名の「鏑木八枝子」で出演していたが、後に「若水ヤエ子」を芸名に使うようになる。この芸名は尊敬していた「水谷八重子」の名前をもじったものである。ムーラン在籍時は歌、ダンス、演技を厳しく徹底的に叩き込まれ、この経験が後に彼女が喜劇女優（コメディエンヌ）として開花させるきっかけとなる。当時は歌手として活動する傍ら、NHKのラジオ番組『ソーラン娘』などに出演して精力的な活動を行っていた。ムーランルージュ時代の後輩に楠トシエがいる。
1951年（昭和26年）5月のムーラン解散後は活動の場を舞台からラジオやテレビ、スクリーンに移し、本格的に女優業に専念する。女優としての初出演作品は1951年9月21日公開の映画『花嫁蚤と戯むる』で、23歳の時であった。その後も様々な映画、ドラマの脇役として出演し、独学で学んだ独自の東北弁（ズーズー弁）訛りで人気を呼ぶ。そして1957年（昭和32年）公開の映画『おトラさん』では脇役であるにもかかわらず、彼女のコメディー志向の持ち味が存分に発揮された作品となり、一躍人気女優の仲間入りを果たした。ちなみに、この東北弁があまりに流暢だったため、彼女を東北地方出身だと思い込んだファンや業界関係者が非常に多く、役者紹介でも千葉県出身のはずが青森県や岩手県などの東北地方出身と誤植された事が多かったと言うエピソードが残っている。
私生活では手塚幸四郎と結婚し、女児を出産するが離婚した。のちに放送作家の村上清寿が脚本を担当した映画に出演した事がきっかけで村上との交際が始まり、1954年（昭和29年）に結婚している。

### 人気絶頂期
『おトラさん』シリーズの出演で大人気女優となった若水は、1959年（昭和34年）『おヤエのママさん女中』に初主演した。この映画も大ヒットし、この『おヤエ』シリーズは全部で8作が製作されるほどの人気ぶりだった。しかも、この当時の映画業界では東宝、新東宝、松竹、日活、東映による五社協定が結ばれており、この協定のために専属俳優陣は作品出演の自由が利かなかったのに対して、どこの専属女優でもなかった若水はそのような制約が一切無く、全ての映画会社の映画に出演していたほど自由で幅広い活動を見せていた。こうして若水は女性コメディアン、喜劇女優としての不動の地位を築いた。
喜劇物の映画が中心で三枚目キャラでの出演が多かったために「東北弁訛りの田舎娘」や「ひょうきん爆笑女」と言うイメージが強かった若水だが、元々の美貌や歌、演技能力も非常に高く、歌や演技の上手い美人女優として『月光仮面』などの映画やドラマにもレギュラー出演し、奥様役から恋人役まで何でも器用にこなしていた。努力家で休憩時間や休日は常に台本に目を通し、自分の役回りを研究していたと言う。
40歳を過ぎた1968年（昭和43年）頃からは奥様役だけではなく中年の母親役や老婆役も多くなり、「戦うお母さん女優」や「おばあちゃん女優」としても活動した。また、それまでの活動の中心だった映画やテレビドラマの出演だけでなく、本業だった舞台女優（歌手）のノウハウを活かして舞台や歌手活動にも活動の場を伸ばして積極的な活動を続け、1959年（昭和34年）10月に日本コロムビアより『ヤエちゃんのヤットン節』（カップリングはヤエちゃんのおこさ節）、1971年（昭和46年）3月にポリドールレコードより「若水ヤエ子とひまわりキティーズ」名義で『かあちゃんと子供のアンダンテ・カンタービレ』（カップリングは『東北流れ者』）をリリースしている。特に後者の作詞・作曲者は1970年（昭和45年）2月10日にリリースされ、40万枚の売り上げで大ヒットした左卜全の「老人と子供のポルカ」と同じ早川博二だったため二番煎じの歌と評されたものの、曲の中には若水らしいコミカルな一面を随所に遺しており、コミックソングとしては異例のスマッシュヒットを飛ばしている。若水はこのレコードをリリースしてからわずか2年後に死去してしまったため、レコードリリースはこの2枚のみに止まってしまった。
そのためか、この時期の若水は多忙に多忙を重ねた過酷な毎日を送っており、ほとんど休日が無かったという。夫の村上清寿は1968年（昭和43年）にオリオン出版社より「笑わせる女―喜劇女優・若水ヤエ子を妻に14年」を出版しており、若水は放送作家としてなかなか大成しない村上を裏でよく支える良妻で、疲労困憊でどんなに体調を崩しても休まずに弱音を吐くことなく舞台の稽古や収録に臨んだりする努力家である一方、若水の成功とは裏腹に村上の放送作家としての熱意の希薄さが目立った事や仕事が不調続きである事などに苛立ち、仕事の過度のストレスも重なって公開や番組収録を終えた後に楽屋で仲が良かった先輩役者の飯田蝶子や他の役者に村上の悪口を洗いざらい話したり、自宅で村上本人に対して不出来な点を頻繁に罵るなどして夫婦仲が悪化して破綻状態になっており既に別居生活を送っているなど、当時大スターだった喜劇役者・若水ヤエ子の知られざる私生活や裏の顔の一面を面白おかしく詳細に書いている。なお、この別居中に若水は飯田に頻繁に悩み相談を持ちかけ、彼女のアドバイスで一応離婚は回避している。

### 早すぎる死
こうして様々な舞台で精力的な活動を続け、人気絶頂中でこれからのさらなる活動も期待されていた若水だったが、1973年（昭和48年）5月28日に自宅で意識不明状態で倒れているところを家族に発見される。直ちに救急搬送され入院し、治療を受けたものの最後まで意識が戻る事はなく、同日急性心不全のため搬送先の東京慈恵会医科大学附属病院で死去した。享年45。『恐怖劇場アンバランス』第13話「蜘蛛の女」に登場する「周旋屋の女」役が遺作となった。
新人時代から体調を崩すことはほとんど無いくらい頑丈な身体の持ち主であったが、晩年は多忙で体調を崩しがちであり、体調が悪くてもほとんど休むこと無く仕事をこなしていたこと、さらに村上との長年にわたる夫婦生活の拗れや良き相談相手であった飯田蝶子が前年に死去し、飯田の死に激しく落胆するなどして心労を重ねたことによる長年の疲労、ストレスの蓄積が若くして急逝した一因と言われている。墓所は東京都台東区谷中にある。
若水の死から5年後の1978年（昭和53年）に講談社より発行された「TVグラフティ」の記事では、若水とともに大人気だった市村俊幸（ブーちゃん）、楠トシエ、トニー谷、丹下キヨ子などを「テレビがつくり出したタレント」と評し、「彼らなくしては創成期・中期のバラエティ番組は生まれなかった」と最大限の賛辞をもって紹介されている。また、若水の死から45年後の2018年7月8日から8月4日まで、ラピュタ阿佐ヶ谷で「おヤエさん大繁盛」が開催され、おヤエさんシリーズの映画全8作が公開された。

## 主な出演作品

### 映画
- 『花嫁蚤と戯むる』（1951年、東映）
- 『歌くらべ三羽烏』（1955年、日活）
- 『坊ちゃんの逆襲』（1956年、新東宝）
- 『強情親爺とドレミハ娘』（1957年、宝塚映画＝東宝）
- 『強情親爺とピンボケ息子』（1957年、宝塚映画＝東宝）
- 『おトラさん』（1957年、東京映画）
- 『サザエさんの青春』（1957年、東宝）
- 『おトラさんのホームラン』（1958年、東京映画）
- 『花ざかりおトラさん』（1958年、東京映画）
- 『月光仮面』（1958年、東映）
- 『おトラさんのお化け騒動』（1958年、東京映画）
- 『月光仮面 絶海の死斗』（1958年、東映）
- 『おトラさんの公休日』（1958年、東京映画）
- 『おトラさん大繁盛』（1958年、東京映画）
- 『月光仮面 魔人の爪』（1958年、東映）
- 『おヤエのママさん女中』（1959年、日活）
- 『月光仮面 怪獣コング』（1959年、東映）
- 『おヤエの家つき女中』（1959年、日活）
- 『おヤエの身替り女中』（1959年、日活）
- 『おヤエのあんま天国』（1959年、日活）
- 『おヤエの女中と幽霊』（1959年、日活）
- 『月光仮面 幽霊党の逆襲』（1959年、東映）
- 『月光仮面 悪魔の最後』（1959年、東映）
- 『おヤエの女中の大将』（1959年、日活）
- 『おヤエのもぐり医者』（1959年、日活）
- 『おヤエの初恋先生』（1959年、日活）
- 『人も歩けば』(1960年、東京映画)
- 『恐妻党総裁に栄光あれ』（1960年、東宝）
- 『花の兄弟』　（1961年、大映）
- 『今年の恋』（1962年、松竹）
- 『クレージー作戦 先手必勝』（1963年、東宝）
- 『拝啓天皇陛下様』（1963年、松竹）
- 『二匹の牝犬』（1964年、 東映）
- 『花のお江戸の無責任』（1964年、東宝）
- 『おんな番外地 鎖の牝犬』（1965年、 東映）
- 『あばずれ』（1966年、 東映）
- 『続・おんな番外地』（1966年、 東映）
- 『緋牡丹博徒』（1968年、 東映）
- 『喜劇初詣列車』 (1968年、東映)
- 『やればやれるぜ全員集合!!』（1968、松竹）
- 『昇り竜 やわ肌開帳』(1969年、日活)
- 『女親分 喧嘩渡世』(1969年、東映)
- 『関東テキヤ一家 喧嘩仁義』(1970年、東映)
- 『ズンドコズンドコ全員集合!!』（1970年、松竹）
- 『誰かさんと誰かさんが全員集合!!』（1970年、松竹）
- 『ツンツン節だよ全員集合』（1971年、松竹』

### テレビドラマ
- 『ぽんぽこ物語』[1]（1957年、KRT / 東京テレビ映画） - 鶴のおばさん
- 『コメットさん』（1967年9月18日、TBS / 国際放映） - 出口サエ子
- 『意地悪ばあさん』第53話「にせもの御用の巻」（1968年）
- 『大江戸捜査網』第28話「ヤバいことなら銭になる！」（1971年）
- 『恐怖劇場アンバランス』第13話「蜘蛛の女」（1973年） - 周旋屋の女

ほか

## 関連書籍
- 村上清寿『笑わせる女―喜劇女優・若水ヤエ子を妻に14年』、オリオン出版社、1968年、全341頁
- 嶋地孝麿『日本映画俳優全集・女優編』キネマ旬報増刊12月31日号、キネマ旬報社、1980年12月、760頁